# AEM모빌리티
주식회사 AEM모빌리티(영어: AEMMOBILITY)는 대한민국의 자동차 부품 제조 기업이다.

## 본점 및 지점 현황
- 본사: 경기도 안산시 단원구 성곡로 86
- 제 2공장: 경기도 부천시 수도로117번길 24